# Maxence Caron
Maxence Caron es un escritor y filósofo francés, galardonado de la Académie Française, autor de un sistema filosófico y literario.

## Vida
Maxence Caron es un escritor, poeta y filósofo francés, nacido en 1976, converso al catolicismo en 1998, premiado de la Académie Française, catedrático del instituto de filosofía (Sorbonne, 1999), doctorado en letras (Sorbonne, 2003). Es director de colección en las Éditions du Cerf, y entre otros de Les Cahiers d’Histoire de la Philosophie, que creó. También es autor de textos literarios y de varias obras sobre el pensamiento alemán (Heidegger, Hegel, Kant, Nietzsche) y sobre San Agustín. Por fin, fue el autor de un sistema filosófico que concede gran importancia a la literatura. 
Dichos trabajos sobre Hegel y Heidegger los aprobaron, Bernard Mabille y Jean-François Marquet, entre otros.
Colabora regularmente a "la Nef" y participa a varios periódicos y revistas. Fue así como redactó una gran parte del número especial del semanal "Le Point", dedicado al cristianismo. 
Músico, pianista, musicólogo, Maxence Caron es diplomado de distintos Conservatorios Nacionales de Música (Paris) en varios aspectos.

## Obra
- Lire Hegel, Paris, 2000.
- Saint Augustin : La Trinité, Paris, 2004.
- Heidegger - Pensée de l'être et origine de la subjectivité, préface de Jean-François Marquet, Paris, Ed. du Cerf, 2005.
- Introduction à Heidegger, Paris, 2005.
- (dir.), Heidegger, avec les contributions de Rémi Brague, Jean-Luc Marion, Jean-François Marquet (et al.), Paris, Ed. du Cerf, "Les Cahiers d'Histoire de la Philosophie", 2006.
- Être et identité - Méditation sur la Logique de Hegel et sur son essence, préface de Bernard Mabille, Paris, Ed. du Cerf, 2006.
- (dir.), Hegel avec les contributions de Bernard Bourgeois, Marcel Conche (et al.), Paris, Ed. du Cerf, "Les Cahiers d'Histoire de la Philosophie", 2007.
- Microcéphalopolis - Roman, Paris, Via Romana, 2009.
- (dir.), Saint Augustin, avec les contributions de Benedicto XVI / Joseph Ratzinger, Jean-Louis Chrétien (et al.), Paris, "Les Cahiers d'Histoire de la Philosophie", Ed. du Cerf, 2009.
- La Vérité captive - De la philosophie, Paris/Genève, Editions du Cerf/Ad Solem 2009.
- Pages - Le Sens, la musique et les mots, Paris, Séguier, 2009.
- La pensée catholique de Jean-Sébastien Bach - La Messe en si mineur, Paris, Via Romana, 2010.
- Le Chant du Veilleur - Poëme Symphonique, Paris, Via Romana, 2010.
- Philippe Muray, la femme et Dieu, Artège, 2011.
- (codir.) Philippe Muray, avec des extraits du Journal de Phiippe Muray et les contributions de Jean Clair, Benoit Duteurtre, Fabrice Luchini (et al.), , Paris, Ed. du Cerf, "Les Cahiers d'Histoire de la Philosophie", 2011.
- L'Insolent, Paris, NiL / Robert Laffont, 2012.